# Kingiodendron
Kingiodendron es un género de plantas fanerógamas de la familia Fabaceae. Es originario de Indonesia.

## Especies
A continuación se brinda un listado de las especies del género Kingiodendron aceptadas hasta mayo de 2011, ordenadas alfabéticamente. Para cada una se indica el nombre binomial seguido del autor, abreviado según las convenciones y usos.
- Kingiodendron alternifolium (Elmer) Merr. & Rolf
- Kingiodendron novoguineense Verdc
- Kingiodendron pinnatum (DC.) Harms
- Kingiodendron platycarpum B.L.Burtt
- Kingiodendron tenuicarpum Verdc.